# Nurarihyon no mago
Nurarihyon no mago (jap. ぬらりひょんの孫; dosł. „Wnuk Nurarihyona”) – manga napisana i zilustrowana przez Hiroshi Shiibashiego. Opowiada historię chłopca, który okazuje się być wnukiem Nurarihyona oraz jego następcą jako przywódca klanu Nura. 
Seria została opublikowana przez wydawnictwo Shūeisha jako one-shot w 2007 r. Manga jest wydawana w odcinkach w japońskim czasopiśmie Shūkan Shōnen Jump od marca 2008 r., a poszczególne odcinki zostały zebrane w 17 tomików. CD Drama został wydany w grudniu 2009 r. Anime zostało wyreżyserowane przez Studio DEEN, a emisja rozpoczęła się w Japonii 5 lipca 2010 r. Pierwszy sezon anime składał się z 26 odcinków i zakończył się 27 grudnia 2010 r.
Wydawnictwo Viz Media nabyło prawo do wydania mangi i anime w Ameryce Północnej. Odcinki anime zostały udostępnione na stronie Viz Anime w lipcu 2010 r., natomiast pierwszy tom mangi został wydany w lutym 2011 r.

## Fabuła
Rikuo Nura jest tylko częściowo człowiekiem, w jednej czwartej jest yōkai, gdyż jego dziadkiem jest demon Nurarihyon. Ponieważ tylko częściowo posiada moc yōkai jest w stanie przekształcić się w demona tylko po zachodzie słońca, po świcie staje się znów normalnym człowiekiem. Mieszka w domu pełnym duchów, wraz ze swoim dziadkiem, który go wychowuje. 
Próbuje uciec od swojego przeznaczenia, robiąc dobre uczynki, pomimo iż życzeniem jego dziadka jest, aby Rikuo odziedziczył po nim rolę przywódcy klanu Nura. Rikuo jest nietypowym yōkai, gdyż pomaga ludziom wierząc, iż to pozwoli mu na odwrócenie losu i zapobiegnie przemianie w demona. W końcu godzi się ze swoim losem oraz dziedzictwem i postanawia przyjąć funkcję młodego szefa klanu Nura. Musi zebrać sojuszników, aby umocnić swoją pozycję w klanie oraz utworzyć nowy Hyakki-yakō pod sztandarem "Strachu".

## Manga
Manga jest wydawana w odcinkach w japońskim czasopiśmie Shūkan Shōnen Jump od marca 2008 r. W dniu 4 lipca 2011 r., wszystkie wydane dotychczas chaptery zostały wydane w 17 tomach.

## Anime
Anime zostało wyprodukowane przez Studio Deen i miało premierę 5 lipca 2010 r. Jest licencjonowane w Ameryce Północnej przez Viz Media pod nazwą Nura: Rise of the Yōkai Clan. Nowe odcinki są udostępniane na stronie internetowej z napisami w języku angielskim, kilka godzin po ich premierze w Japonii. 
Openingi Fast Forward i Sunshine zostały wykonane przez Monkey Majikiego, a endingi Sparky☆Start i Symphonic Dream przez Katate Size (Aya Hirano, Yui Horie i Ai Maeda). Anime ma zostać wydane na ośmiu płytach DVD. Drugi sezon miał swoją premierę w Japonii 3 lipca 2011, jak również z 24-godzinnym opóźnieniem z angielskimi napisami na Hulu.com.

## Data Book
Nurarihyon no Mago: Official Character Data Book: Ayakashi Hiroku (jap. ぬらりひょんの孫　キャラクター公式データブック　妖秘録 Nurarihyon no Mago: Kyarakutā Kōshiki Dēta Bukku: Ayakashi Hiroku) został wydany 2 lipca 2010. Na 264 stronach zawiera informacje na temat wszystkich głównych frakcji w serii, jak również o Shiibashim i jego asystentach.

## Powieść
Powieść została napisana przez Satoshi Ōsaki oraz zilustrowana przez Hiroshi Shiibashi i opublikowana w grudniu 2009 r. Opowiada historię ślubu Nurarihyona z Youhime oraz dziwne spotkanie z Zen Kuroumaru, a także ciekawą opowieść skoncentrowaną na yōkai, którzy żyją w mieście Ukiyoe.

## Odbiór
Pierwszy tomik zajął 9. miejsce na listach Tohan manga, trzeci 5 miejsce, czwarty zajął 10, piąty 9 miejsce, a szósty 8 miejsce. Każdy tom począwszy od trzeciego, został sprzedany w ponad 100 000 egzemplarzy.